# Challenger de Punta del Este
El Punta del Este Challenger o Punta Open es un torneo profesional de tenis jugado sobre polvo de ladrillos. Forma parte del ATP Challenger Tour. Se juega en el Cantegril Country Club, Punta del Este, Uruguay.

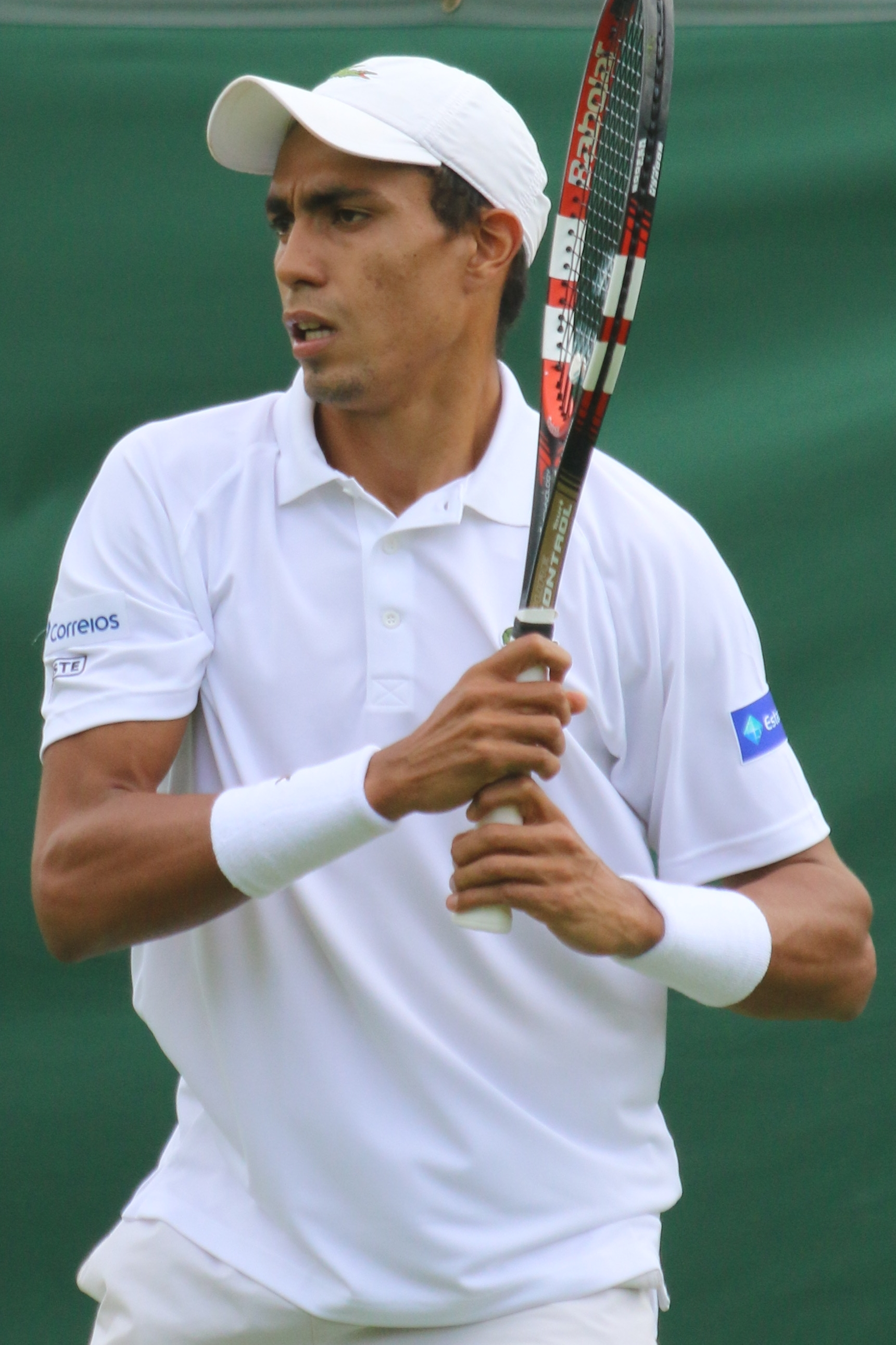
Monteiro, campeón del torneo en modalidad individuales en 2019 y 2020.

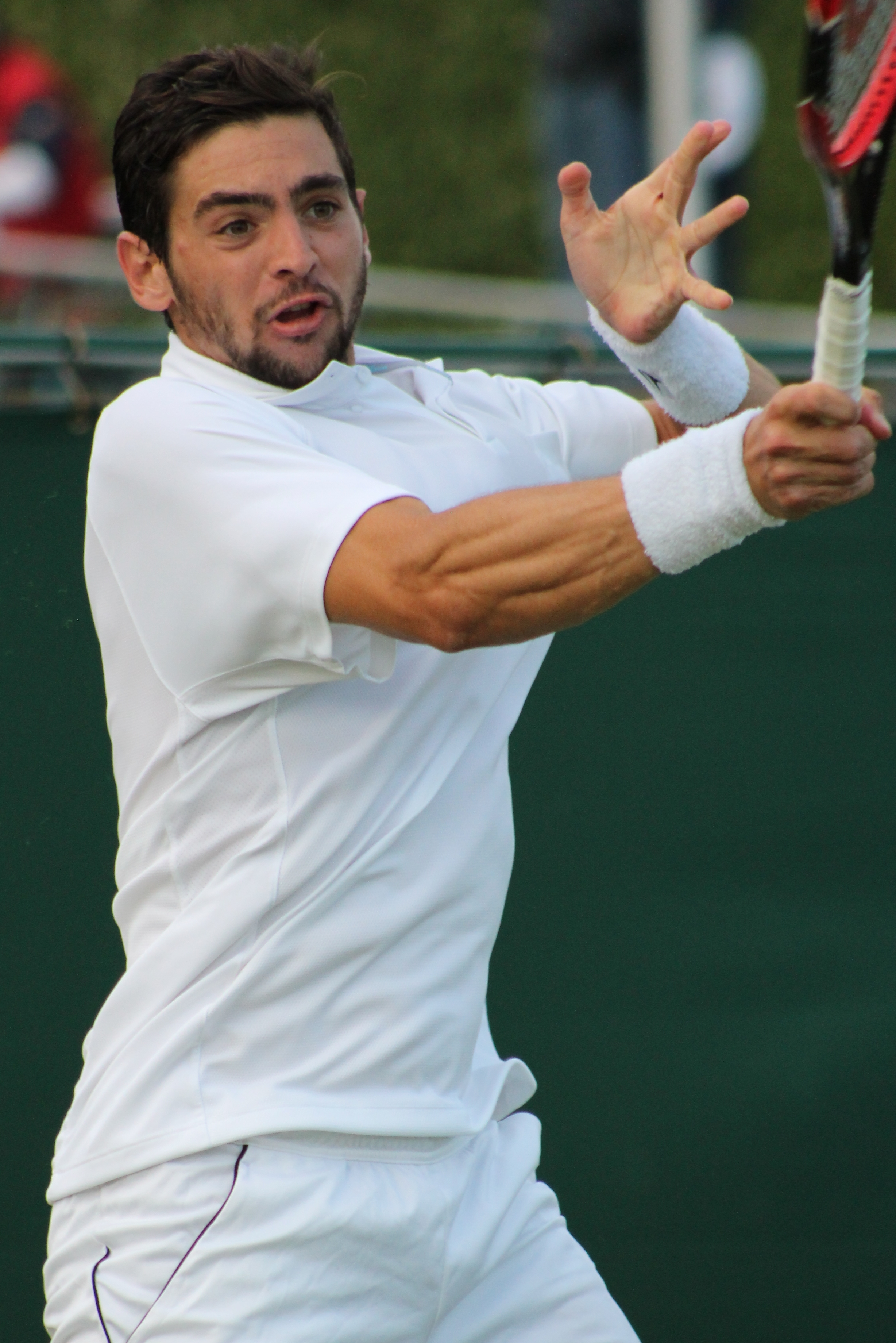
Andreozzi, campeón del torneo en modalidad individuales en 2018.

## Campeones

### Individuales
| Año       | Campeón              | Finalista              | Puntuación            |
| --------- | -------------------- | ---------------------- | --------------------- |
| 1993      | Javier Frana         | Gabriel Markus         | 4-6, 6-2, 7-6         |
| 1994      | Franco Davín         | Gérard Solvès          | 6-2, 4-6, 6-0         |
| 1995      | Emanuel Couto        | Marcelo Charpentier    | 7-5, 7-6              |
| 1996      | Félix Mantilla       | Kris Goossens          | 6-2, 7-6              |
| 1997      | Marco Meneschincheri | Juan Antonio Marín     | 6-7, 6-1, 6-4         |
| 1998      | No se disputó        | No se disputó          | No se disputó         |
| 1999      | Marcelo Charpentier  | Martín Rodríguez       | 6-2, 6-2              |
| 2000-2017 | No se disputó        | No se disputó          | No se disputó         |
| 2018      | Guido Andreozzi      | Simone Bolelli         | 3-6, 6-4, 6-3         |
| 2019      | Thiago Monteiro      | Facundo Argüello       | 3-6, 6-2, 6-3         |
| 2020      | Thiago Monteiro      | Marco Cecchinato       | 7–6 (3), 6–7 (6), 7–5 |
| 2021-2023 | No se disputó        | No se disputó          | No se disputó         |
| 2024      | Gianluca Mager       | Thiago Agustín Tirante | 6–7(5), 6–2, 6–0      |
| 2025      | Daniel Elahi Galán   | Tomás Barrios          | 5–7, 6–4, 6–4         |

### Dobles
| Año       | Campeones                              | Finalistas                                   | Puntuación          |
| --------- | -------------------------------------- | -------------------------------------------- | ------------------- |
| 1993      | Jean-Philippe Fleurian Mark Koevermans | William Kyriakos Fernando Meligeni           | 6-4, 6-1            |
| 1994      | Marcelo Filippini Diego Pérez          | Luis Lobo Christian Miniussi                 | 6-7, 7-6, 7-6       |
| 1995      | Christian Miniussi Diego Pérez         | Lucas Arnold Ker Patricio Arnold             | 4-6, 7-5, 6-1       |
| 1996      | Gustavo Kuerten Jaime Oncins           | Alejandro Hernández Simon Touzil             | 5-7, 6-4, 7-6       |
| 1997      | Daniel Orsanic Martín Rodríguez        | Nelson Aerts Fernando Meligeni               | 6-2, 6-4            |
| 1998      | No se disputó                          | No se disputó                                | No se disputó       |
| 1999      | Lucas Arnold Ker Marcelo Filippini     | Paulo Carvallo Gonzalo Rodríguez             | 6-1, 6-4            |
| 2000-2017 | No se disputó                          | No se disputó                                | No se disputó       |
| 2018      | Facundo Bagnis Ariel Behar             | Simone Bolelli Alessandro Giannessi          | 6-2, 7-6            |
| 2019      | Guido Andreozzi Guillermo Durán        | Sander Gille Joran Vliegen                   | 6-2, 6-7(6), [10-8] |
| 2020      | Orlando Luz Rafael Matos               | Juan Manuel Cerúndolo Thiago Agustín Tirante | 6-4, 6-2            |
| 2021-2023 | No se disputó                          | No se disputó                                | No se disputó       |
| 2024      | Murkel Dellien Federico Agustín Gómez  | Guido Andreozzi Guillermo Durán              | 6-3, 6-2            |
| 2025      | Gustavo Heide João Lucas Reis da Silva | Facundo Mena Marco Trungelliti               | 6-2, 6-3            |